# Orchestre symphonique de Fulda
L'Orchestre symphonique de Fulda (en allemand : Fuldaer Symphonisches Orchester) est un orchestre basé à Fulda, en Allemagne. 

## Historique
L'orchestre a été fondé en 1999 par Karsten Aßmann (gestionnaire d'orchestre), Albert Flügel (violon), Dorothea Heller (second bois), et le directeur musical Simon Schindler ; Aßmann et Schindler n'ayant que 21 et 23 ans à l'époque. Les plus de 100 joueurs, âgés de 16 à 70 ans, sont pour la plupart des amateurs avec un mélange de professionnels.
Le groupe réalise un concert par an, pour lequel ils répètent pendant deux fins de semaine. Pratiquement tous les joueurs vivent ou ont grandi à Fulda et y retournent pour les concerts. La performance annuelle est un concert-bénéfice pour une cause caritative préalablement choisie, soutenue par le Rotary Club de Fulda. En outre, l'orchestre performe en plénière tout au long de l'année. Les performances de la formation ont reçu des commentaires très positifs de la presse locale.
L'Orchestre symphonique de Fulda met ses enregistrements à disposition des internautes dans le cadre de l'Open Audio License (en) de l'EFF. Cela en fait une source importante de musique librement écoutable. Certains fichiers sont disponibles sur Wikipédia.